# Варшевице (Куявско-Поморское воеводство)
Варшевице — деревня в гмине Лубянка Торуньского повета Куявско-Поморского воеводства в центральной части севера Польши.

## Известные уроженцы
- Варшевицкий, Станислав (1527—1591) — один из самых выдающихся польских иезуитов.